# Promedio de Utilidades Dow Jones
El Promedio de Utilidades Dow Jones conocido como Dow Jones Utility Average (DJUA) (también como el Dow Jones Utilities) es un índice bursátil estadounidense que está compuesto actualmente por las 15 compañías más importantes del sector de servicios básicos (gas, electricidad, energía) que cotizan en la Bolsa de Nueva York de Estados Unidos.

## Componentes
Los componentes del Dow Jones Utility son los siguientes (actualizado 9 de abril de 2020):
| Compañía                              | Símbolo     | Industria                  | Logo |
| ------------------------------------- | ----------- | -------------------------- | ---- |
| AES Corp., The                        | (NYSE: AES) | Electricidad               |      |
| American Electric Power Co., Inc.     | (NYSE: AEP) | Electricidad               |      |
| CenterPoint Energy, Inc.              | (NYSE: CNP) | Servicios Básicos diversos |      |
| Consolidated Edison, Inc.             | (NYSE: ED)  | Servicios Básicos diversos |      |
| Dominion Resources, Inc.              | (NYSE: D)   | Electricidad               |      |
| Duke Energy Corp.                     | (NYSE: DUK) | Electricidad               |      |
| Edison International                  | (NYSE: EIX) | Electricidad               |      |
| Exelon Corp.                          | (NYSE: EXC) | Servicios Básicos diversos |      |
| NextEra Energy, Inc.                  | (NYSE: NEE) | Electricidad               |      |
| FirstEnergy Corp.                     | (NYSE: FE)  | Electricidad               |      |
| NiSource, Inc.                        | (NYSE: NI)  | Gas                        |      |
| PG&E Corp.                            | (NYSE: PCG) | Servicios Básicos diversos |      |
| Public Service Enterprise Group, Inc. | (NYSE: PEG) | Servicios Básicos diversos |      |
| Southern Company, Inc.                | (NYSE: SO)  | Electricidad               |      |
| American Water Works Company, Inc.    | (NYSE: AWK) | Agua                       |      |

## Historia
Fue creado en 1929